# لاك بوليه (كيبك)
لاك بوليه/او بحيرة كوبيك
(بالإنجليزية: Lac-Boulé, Quebec)‏
هي منطقة غير مخططة او حضارية unorganized area of Canada  تقع في ميكينيك كندا / Mékinac Regional County Municipality.[بحاجة لمصدر] يقدر عدد سكانها بـ 0 نسمة ومساحتها 24.40 كم2 .